# Apollonos-Hieron
Apollonos-Hieron (łac. Dioecesis Apollonoshieritanus) – stolica historycznej diecezji w Cesarstwie Rzymskim (prowincja Lidia), współcześnie w Turcji. Od 1933 katolickie biskupstwo tytularne.